# Монако на летних Олимпийских играх 1960
Команда Монако принимала участие в Летних Олимпийских играх 1960 года в Риме (Италия) в седьмой раз за свою историю, пропустив Летние Олимпийские игры 1956 года, но не завоевала ни одной медали.

## Ограждение
Два фехтовальщика представляли Монако в 1960 году.
Мужская рапира
- Гилберт Орегон
- Анри Бини

Мужская шпага
- Гилберт Орегон
- Анри Бини

## Стрельба
Шесть стрелков представляли Монако в 1960 году.
винтовка из 3 положений на 50 м
- Гилберт Скарсольо
- Франсуа Буассон

винтовка из положения лёжа на 50 м
- Пьер Марсан
- Мишель Раварино

трап
- Фрэнсис Бонафайд
- Марсель Рю